# Màmkheg
Màmkheg (en rus: Мамхег) és un poble (un aül) de la república d'Adiguèsia, a Rússia, que el 2022 tenia 2.015 habitants. Pertany al districte de Khakurinokhabl.